# Mount Calvary
Pour les articles homonymes, voir Calvary (homonymie).
Mount Calvary est un village du comté de Fond du Lac, dans l'État du Wisconsin, aux États-Unis. En 2020, il comptait une population de 548 habitants.